# Ernassa justinia
Ernassa justinia är en fjärilsart som beskrevs av George Francis Hampson 1901. Ernassa justinia ingår i släktet Ernassa och familjen björnspinnare. Inga underarter finns listade i Catalogue of Life.